# Julien Jousse

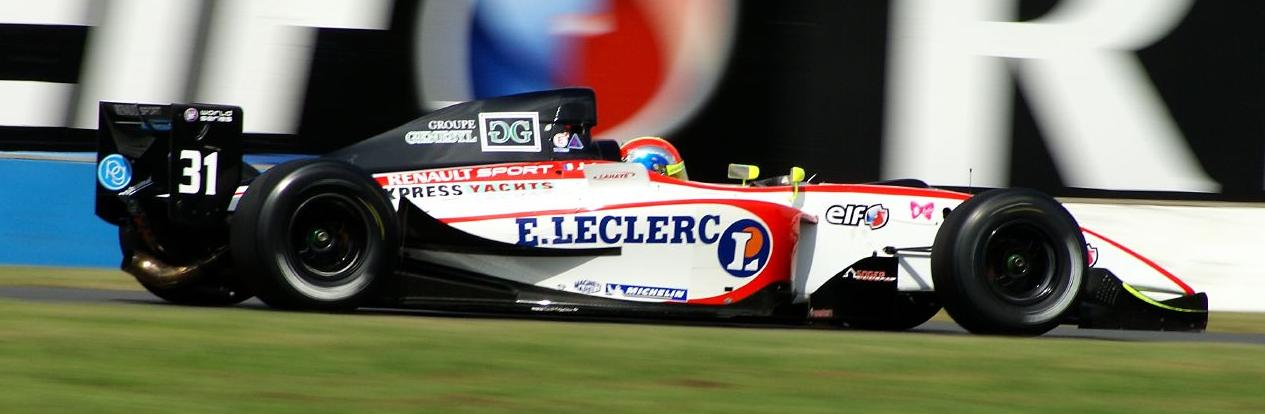
Jousse für Tech 1 Racing fahrend in der Formel Renault 3.5 in Donington Park.

Julien Marc Daniel Jousse (* 21. Januar 1986 in Les Issambres, Gemeinde Roquebrune-sur-Argens) ist ein ehemaliger französischer Automobilrennfahrer.

## Karriere
Nachdem Jousse von 1997 bis 2001 im Kartsport aktiv gewesen war, wechselte er 2002 in den Formelsport und startete in der französischen Formel Ford. 2003 blieb Jousse in dieser Rennserie und wurde Neunter im Gesamtklassement. 2004 wechselte Jousse für drei Jahre die französische Formel Renault und belegte den 14. Platz in der Gesamtwertung. In seiner zweiten Saison gewann Jousse ein Rennen und erreichte den sechsten Gesamtrang. In seiner dritten Saison verbesserte sich Jousse abermals und wurde Dritter in der Gesamtwertung. Außerdem ging er 2005 und 2006 bei einigen Rennen des Formel Renault 2.0 Eurocups an den Start.
2007 wechselte Jousse in die Formel Renault 3.5 und ging für Tech 1 Racing an den Start. In seiner Debütsaison belegte er den zehnten Gesamtrang. 2008 bestritt der Franzose seine zweite Saison in der Formel Renault 3.5. Erneut für Tech 1 Racing startend gelang Jousse sein erster Sieg in dieser Serie. Am Saisonende wurde Zweiter hinter Giedo van der Garde. In der Saison 2009 startete Jousse in der wiederbelebten Formel 2. Beim Sonntagsrennen in Donington feierte der Franzose seinen ersten Sieg. Am Saisonende belegte er den fünften Gesamtrang. Außerdem startete er bei drei Rennen der Le Mans Series, von denen er ein Rennen gewinnen konnte, und wurde Zweiter in der GT1-Klasse beim 24-Stunden-Rennen von Le Mans 2009. Nachdem der Franzose bereits in der Saison 2009 an vier Rennen der Superleague Formula teilgenommen hatte, trat er 2010 für das von DeVillota.com Motorsport betreute Team des AS Rom an. Jousse, der im Saisonfinale durch Máximo Cortés ersetzt wurde, gewann ein Rennen in Zolder und hatte maßgeblichen Anteil daran, dass sein Team am Saisonende den achten Platz in der Meisterschaft belegte. Außerdem nahm Jousse in dieser Saison am 24-Stunden-Rennen von Le Mans, bei dem er mit einem Motorschaden ausfiel, einem Rennen der Le Mans Series und an zwei Rennen der FIA-GT1-Weltmeisterschaft teil.
2011 trat Jousse für das Pescarolo Team in der Le Mans Series an und beendete mangels Einsatzmöglichkeiten mit dem Ablauf der Saison 2014 seine Fahrerkarriere.

## Statistik

### Karrierestationen
| - 1997–2001: Kartsport - 2002: Französische Formel Ford - 2003: Französische Formel Ford (Platz 9) - 2004: Französische Formel Renault (Platz 14) - 2005: Französische Formel Renault (Platz 6) - 2005: Formel Renault 2.0 Eurocup (Platz 21) | - 2006: Französische Formel Renault (Platz 3) - 2006: Formel Renault 2.0 Eurocup - 2007: Formel Renault 3.5 (Platz 10) - 2008: Formel Renault 3.5 (Platz 2) - 2009: Formel 2 (Platz 5) - 2009: Superleague Formula | - 2009: Le Mans Series, LMGT1 (Platz 4) - 2010: Superleague Formula - 2010: Le Mans Series, LMGT1 (Platz 8) - 2010: FIA-GT1-WM (Platz 46) - 2011: Le Mans Series |

### Le-Mans-Ergebnisse
| Jahr | Team                  | Fahrzeug                | Teamkollege       | Teamkollege        | Platzierung | Ausfallgrund |
| ---- | --------------------- | ----------------------- | ----------------- | ------------------ | ----------- | ------------ |
| 2009 | Luc Alphand Aventures | Chevrolet Corvette C6.R | Yann Clairay      | Xavier Maassen     | Rang 16     |              |
| 2010 | Luc Alphand Aventures | Chevrolet Corvette C6.R | Patrice Goueslard | Xavier Maassen     | Ausfall     | Motorschaden |
| 2011 | Pescarolo Team        | Pescarolo 01            | Emmanuel Collard  | Christophe Tinseau | Ausfall     | Unfall       |

### Sebring-Ergebnisse
| Jahr | Team            | Fahrzeug         | Teamkollege      | Teamkollege              | Platzierung | Ausfallgrund |
| ---- | --------------- | ---------------- | ---------------- | ------------------------ | ----------- | ------------ |
| 2012 | Pescarolo Sport | OAK Pescarolo 01 | Emmanuel Collard | Jean-Christophe Boullion | Rang 6      |              |

### Einzelergebnisse in der FIA-Langstrecken-Weltmeisterschaft
| Saison | Team                  | Rennwagen                    | 1   | 2   | 3   | 4   | 5   | 6   | 7   | 8   |
| ------ | --------------------- | ---------------------------- | --- | --- | --- | --- | --- | --- | --- | --- |
| 2012   | Pescarolo Team Status | OAK Pescarolo 01 Lola B12/80 | SEB | SPA | LEM | SIL | SAO | BAH | FUJ | SHA |
| 2012   | Pescarolo Team Status | OAK Pescarolo 01 Lola B12/80 | 6   |     |     | 15  |     |     |     |     |